# Кван, Мишель
Мишель Кван (англ. Michelle Kwan; род. 7 июля 1980, Торранс, Калифорния) — американская фигуристка, выступавшая в одиночном катании. Серебряный призёр Олимпийских игр (1998), а также бронзовый призёр Олимпийских игр (2002), пятикратная чемпионка мира (1996, 1998, 2000, 2001, 2003), трёхкратный серебряный призер чемпионатов мира (1997, 1999, 2002), бронзовый призер чемпионата мира (2004) и девятикратная чемпионка США (1996, 1998—2005, делит рекорд с Мэрибел Винсон).
На протяжении десятилетия Мишель Кван выступала на высочайшем уровне и является самой титулованной фигуристкой в американской истории. Известная своей стойкостью и выразительным артистизмом на льду, она считается многими одной из величайших фигуристок всех времен.
Более десяти лет Мишель Кван сохраняла своё положение не только как самая популярная фигуристка в Америке, но и как самая популярная американская спортсменка. И даже спустя годы после завершения карьеры устойчиво занимала место в верхней десятке многих таких опросов (часто только как фигуристка). Всё это время Кван обладала беспрецедентной популярностью и получала многомиллионные контракты, участвовала во многих телепередачах и была предметом широкого освещения средствами массовой информации. Она также пользовалась аналогичной славой и в Китае.

## Биография
Родившись в Торрансе, Мишель стала третьим ребенком Дэнни и Эстеллы Кван — китайских иммигрантов из Гонконга . В детстве она говорила дома на смеси кантонского и английского языков, немного говорит на разговорном путунхуа (китайское имя Мишель — иер. 關穎珊, кант.-рус. Куань Винсань, кит.-рус. Гуань Иншань). В пять лет она впервые попала на каток, отправившись вместе со своими старшими братом Роном и сестрой Карен, тоже в будущем ставшими хоккеистом и фигуристкой. Когда Мишель было восемь лет, они с Карен начали тренироваться по настоящему. Занимались по три-четыре часа в день, просыпаясь в 3 утра, чтобы покататься перед школой, и сразу после занятий снова возвращаясь на каток. Оплата за возросшее время на катке привела к финансовым трудностям в их простой рабочей семье. Когда Мишель исполнилось десять, их семья больше не могла позволить себе тренера, но им предложили финансовую помощь от членов Лос-Анджелесского клуба фигуристов (англ.  Los Angeles Figure Skating Club), что позволило им тренироваться в Ice Castle International Training Center в Лэйк-Эрроухеде штата Калифорния.
Кван поступила в начальную школу Soleado Elementary School в Пало-Верде, Калифорния. Но в 1994 году, когда она была в восьмом классе, Мишель бросила общественную школу и стала заниматься на дому. После окончания старшей школы Rim of the World High School в 1998 году она на один год поступила в Калифорнийский университет в Лос-Анджелесе. Осенью 2006 года Мишель перевелась в Университет Денвера. В июне 2009 года она окончила университет со степенью Бакалавра в области международных отношений и политологии. И в том же году поступила в аспирантуру в области международных отношений во Fletcher School of Law and Diplomacy Университета Тафтса.
8 мая 2010 года Мишель Кван стала почётным доктором (англ. Doctor of Humane Letters) в колледже южного Вермонта.

## Общественная жизнь

### Посольская деятельность
В 2006 году, во время государственного визита китайского лидера в Соединённые Штаты, Мишель Кван присутствовала на обеде Президента США Джорджа Буша с Председателем КНР Ху Цзиньтао.
9-го ноября 2006 года Государственный Секретарь Кондолиза Райс назначила Мишель Кван послом общественной дипломатии. На этой неофициальной должности Кван пропагандирует американские ценности молодежи и любителям спорта и много путешествует. 17-25 января 2007 года она сделала свою первую зарубежную поездку в этом качестве в Китай.
Её дипломатический пост Посланника был продолжен в администрации Барака Обамы, где она работает с вице-президентом Джо Байденом и Государственным Секретарём Хиллари Клинтон.
В декабре 2021 года президент США Джо Байден выдвинул Кван кандидатом на пост посла США в Белизе. Государственный департамент поддержал её кандидатуру, отметив «выдающуюся карьеру Кван на государственной службе, в дипломатии и спорте». 7 октября 2022 года была назначена чрезвычайным и полномочным послом США в Белизе. 5 декабря того же года вручила верительные грамоты генерал-губернатору Белиза Фройле Цалам.

### Фильмография
Мишель Кван сыграла саму себя в «Homer and Ned's Hail Mary Pass» и "Little treehouse of horror 10" в составе лиц подлежащих эвакуации с Земли во время восстания электроники— эпизоде сериала Симпсоны, и в эпизоде «A Hero Sits Next Door» сериала Гриффины. Она была приглашённой звездой в детском мультипликационном сериале «Arthur the PBS Series», а также появлялась в сериале «Сабрина — маленькая ведьма». Также, она озвучила продавщицу в диснеевском DVD-продолжении «Мулан 2». Мишель Кван и другой фигурист Брайан Бойтано выступили в роли дикторов в фильме «Принцесса льда». Мишель принимала участие в многочисленных передачах о фигурном катании и камео в различных сериалах. В 1998 году она появилась в компьютерной игре «Michelle Kwan Figure Skating».

### Другая деятельность
Мишель Кван написала вдохновляющую книгу для детей, называющуюся «Победное отношение: Что нужно, чтобы стать чемпионом». Также, в 17 лет она написала автобиографию «Сердце чемпиона».
В 2005 году в городе Артезия штата Калифорния семья Мишель открыла каток EastWest Ice Palace. Там хранятся многие из её медалей и другие награды.
Она имела многочисленные спонсорские контракты и появлялась в телевизионных рекламных роликах, включая: «Campbell's Soup», «VISA», «Coca-Cola» и «Kraft Foods».
В сотрудничестве с Мишель Кван компанией «Chevrolet Motor» (подразделением концерна General Motors) была создана программа «Chevrolet/Michelle Kwan R.E.W.A.R.D.S. Scholarship». В феврале 2006 года она была названа «представляющей знаменитостью» для The Walt Disney Company.

## Спортивная карьера

### Итог
Мишель Кван выиграла пять чемпионатов мира (1996, 1998, 2000, 2001, 2003) — больше, чем кто-либо из женщин, со времён Кэрол Хейсс (1956—1960), с которой она делит рекорд по количеству побед за Америку. Она выиграла девять чемпионатов США (1996, 1998—2005), установив такой же рекорд, как и Мэрибел Винсон-Оуэн (1928—1933, 1935—1937). Восемь титулов национальной чемпионки и 12 медалей чемпионата страны подряд, завоёванные Мишель Кван, являются рекордами США. Она единственная женщина в фигурном катании, которая трижды повторно завоевывала утраченный титул чемпионки мира (1998, 2000, 2003). Она также завоевала серебряную медаль на Олимпийских играх в Нагано и бронзовую медаль на Олимпиаде в Солт-Лейк-Сити. Среди её многочисленных наград, Кван является лауреатом престижной «James E. Sullivan Award», которая вручается лучшему атлету-любителю США. Она была первой фигуристкой, которая получила эту награду после Дика Баттона, награждённого в 1949 году. На своих национальных и международных соревнованиях на протяжении многих лет, Мишель Кван получила, в общей сложности, 57 наивысших оценок 6.0. Только в чемпионате США ей принадлежит рекорд по наибольшему количеству этих оценок. Так как фигурное катание больше не оценивается по этой системе, рекорды Мишель Кван останутся непревзойдёнными.

### Первые соревнования
В 1991 году Мишель и её сестра Карен начали тренироваться с Фрэнком Кэрроллом. Спустя год обучения у Кэрролла 11-летняя Мишель стала девятой на юниорском чемпионате США. В 12 лет (в 1992 году), несмотря на неодобрение своего тренера, Кван прошла золотое испытание для перехода на взрослый уровень фигурного катания. В 1993 году, на своём первом взрослом чемпионате США, Мишель Кван финишировала шестой. В следующем сезоне она выиграла чемпионат мира среди юниоров.
На чемпионате США 1994 года Мишель Кван стала второй после Тони Хардинг, что должно было обеспечить ей место в американской сборной, отправлявшейся на Олимпийские игры в норвежском Лиллехаммере. Однако, вместо этого оно досталось чемпионке США 1993 года Нэнси Керриган, которая пострадала в нападении после тренировки на том чемпионате, организованном Джефом Гиллоули, бывшим мужем Хардинг. 13-летняя Мишель поехала в Норвегию как запасная, но так и не выступила. Керриган и Хардинг выбыли из конкуренции перед чемпионатом мира 1994 года. Из-за того, что её партнерша по команде Николь Бобек также не прошла квалификационный раунд, Мишель Кван предстояло в одиночку обеспечить два места для США на чемпионате мира 1995 года, заняв место в первой десятке. Она совершила необычную ошибку в короткой программе и стала 11-й на этом этапе, но нашла в себе силы стать восьмой в конечном итоге.
На чемпионате США 1995 года золотую медаль выиграла Николь Бобек, в то время, как Мишель Кван снова заняла второе место после неудачных лутцев в короткой и произвольной программах. На чемпионате мира того же года, после чистого выступления в короткой программе, она стала пятой. Кван удачно исполнила 7 тройных прыжков в своей произвольной и стала третьей в этом виде программы. В итоге она заняла четвёртое место.

### Художественное развитие и Олимпиада 1998
В течение 1995 года Кван выработала более зрелый стиль. Её новыми, более художественно выразительными программами были «Romanza» (короткая) и «Salome» (произвольная). Она также улучшила свою скорость и технику прыжков и выполняла более сложную хореографию. В 1996-м она выиграла национальное первенство и чемпионат мира. В последнем случае она обошла защищавшуюся чемпионку Чэнь Лу в очень тесной конкуренции, в которой обе спортсменки получили две наивысшие 6.0 за артистизм в произвольной программе.
В сезоне 1996—1997 Мишель Кван каталась под «Dream of Desdemona» (короткая) и «Taj Mahal» (произвольная). Именно в этом году она впервые показала спираль с переменой ребра скольжения, которая до сих пор считается её фирменным элементом. Однако в том сезоне Кван не справлялась со своими прыжками из-за резкого рывка в росте и проблем с ботинками, которые она была обязана носить по спонсорскому контракту с изготовителем. Она дважды упала и один раз споткнулась в произвольной программе на чемпионате США 1997 года, уступив титул Таре Липински. Месяцем позже она также уступила Липински в финале Гран-при. На чемпионате мира Мишель сделала ошибку в исполнении тройного лутца и заняла 4-е место в короткой программе следом за Липински, француженкой Ванессой Гусмероли и россиянкой Марией Бутырской. В произвольной она выполнила шесть безупречных тройных прыжков и выиграла эту часть соревнований, но в сумме стала второй следом за Липински.
Мишель Кван начала олимпийский сезон 1997—1998 с победы на этапе серии Гран-при «Skate America» (где она опередилаТару Липински) и потом на другом этапе «Skate Canada». Однако она получила стрессовый перелом ноги и была вынуждена отказаться от третьего этапа серии и от финала Гран-при. Несмотря на травму стопы, Мишель отобрала у Липински титул на чемпионате США 1998 года. Многие считают её короткую программу на музыку Рахманинова и произвольную на «Lyra Angelica» Вильяма Олвина, исполненные на том чемпионате, пиком в её карьере как с технической, так и художественной точек зрения. Выступление принесло ей восемь лучших оценок 6.0 и оставило одного из судей в слезах.
Кван и Липински обе были фаворитками на победу в зимних Олимпийских играх в Нагано. Мишель заняла первое место в короткой программе, получив восемь наивысших оценок от девяти судей. В произвольной программе она сделала 7 тройных прыжков, но оказалась позади Липински, которая тоже сделала семь тройных, включая каскады «тройной риттбергер — тройной риттбергер» и «тройной тулуп — ойлер — тройной сальхов». В итоге Мишель Кван получила серебряную медаль, золото досталось Липински, а бронза — Чэнь Лу.
Полемика разгорелась, когда MSNBC использовали заголовок «Американское избиение Кван», сообщая о результатах соревнований в Нагано. По мнению Джоан Ли, ассоциативного профессора и директора журналистики в Queens College в Нью-Йорке, заголовок подразумевает, что Кван — не американка. Впоследствии MSNBC опубликовали извинения.
Липински и Чэнь завершили свои любительские карьеры вскоре после Олимпиады, в то время как Кван отправилась побеждать на чемпионат мира в Миннеаполис.

### Между Олимпиадами
В сезоне 1998—1999 Мишель Кван продолжила выступать в любительском спорте, хотя и пропустила осеннюю серию Гран-при, решив принять участие в мероприятиях для телевидения. Её «стандартными» программами для соревнований в том сезоне были «Fate of Carmen» (короткая) и «Lamento D’Ariane» (произвольная). Кван выиграла свой третий национальный титул на чемпионате США 1999 года, соревнуясь со слабыми соперницами. На чемпионате мира того же года она выступила не лучшим образом и заняла второе место следом за Марией Бутырской.
Победа Мишель Кван на чемпионате США 2000 года была для некоторых спорной. Её критиковали за планирование более лёгких, чем у конкуренток, прыжков в короткой программе (тройной тулуп, а не тройной флип), и тогда она упала при выполнении этого элемента в соревновании. Судьи все-таки расположили её третьей в этом виде программы следом за более молодыми Сашей Коэн и Сарой Хьюз. Однако такое место всё ещё оставляло ей шанс на получение титула. В итоге она выиграла произвольную программу, выступив лучше всех тем вечером и получив 8 из 9 наивысших оценок. На чемпионате мира 2000 года Мишель Кван снова заняла третье место в короткой программе следом за Марией Бутырской и Ириной Слуцкой. В своей произвольной она выполнила семь тройных и выиграла этот этап соревнований. Бутырская потеряла своё преимущество и оказалась только третьей, следом за Слуцкой, позволив Кван завоевать титул.
В 2001 году Мишель Кван снова выиграла чемпионат США, получив наивысшие оценки от всех судей в обеих программах. На чемпионате мира она была второй в короткой программе следом за Слуцкой. Кван завоевала титул со своей произвольной программой на музыку «Song of the Black Swan», выполнив 7 тройных, включая каскад «тройной тулуп — тройной тулуп».
Осенью 2001 года Кван и Кэрролл решили прекратить тренерские отношения. В интервью Мишель сказала, что ей необходимо «взять на себя ответственность» за своё катание. Оставшись без тренера, она прибыла на чемпионат США 2002 года, доставаемая средствами массовой информации её расставанием с Кэрроллом и сезонной несобранностью. Кван выиграла соревнования с восстановленной короткой программой под музыку Рахманинова и новой произвольной «Scheherazade», обеспечив себе место в олимпийской сборной. К ней также присоединились Саша Коэн (вторая) и Сара Хьюз (третья). 21-летняя Мишель Кван и россиянка Ирина Слуцкая были фаворитками Олимпиады и претендовали на золото. Кван лидировала после короткой программы, преследуемая Слуцкой, Коэн и Хьюз. В произвольной она приземлилась на две ноги и упала на тройном флипе, в то время, как Сара Хьюз откатала чисто. Это оставило Кван с бронзовой медалью позади Хьюз и Слуцкой. Последним состязанием в сезоне был чемпионат мира 2002, где она выиграла серебряную медаль следом за Слуцкой.

### Последующие соревнования
Сезон 2002 года Мишель Кван продолжила выступать в олимпийском цикле, хотя и более ограниченном. В промежуток с 2002 по 2004 годы она соревновалась только в одном этапе Гран-при — «Skate America» осенью 2002, в который она попала в последний момент. Она выиграла его и прошла квалификацию в финал, но решила там не участвовать. Кван также решила пропустить серию Гран-при в 2003 и 2004 годах, на которых стала использоваться новая судейская система.
Тренируемая Скоттом Уилсоном, Кван выиграла все этапы каждого соревнования, на которых участвовала в сезоне 2002—2003, со своими программами: короткой под музыку «The Feeling Begins» Питера Габриэля из кинофильма «Последнее искушение Христа» и произвольной под «Аранхуэсский концерт». Она снова выиграла чемпионат США и защитила свой титул чемпионки мира.
В 2003 году она наняла своим тренером известного специалиста Рафаэля Арутюняна, с которым попыталась увеличить техническую сложность своих программ. В сезоне 2003—2004 она снова катала короткую под «The Feeling Begins» и произвольную под музыку из оперы Пуччини «Тоска».
Мишель Кван опять выиграла чемпионат США (где все ещё использовалась старая шестибалльная система), получив семь оценок 6.0 за артистизм в произвольной программе. На чемпионате мира 2004 года, после сложного квалификационного раунда, Кван была оштрафована в короткой программе за превышение лимита времени на 2 секунды. Это послужило причиной её 4-го места следом за американкой Сашей Коэн и японками Сидзукой Аракавой и Мики Андо. Затем, как только она приготовилась начать произвольную, произошло нарушение, вызванное выходом на лёд зрителя, который впоследствии был удален охраной. Наконец Кван откаталась вдохновлённо, но консервативно, выполнив 5 тройных и получив последние 6.0 на чемпионатах мира. Она стала второй на этом этапе (ей не хватило одного судьи до победы в произвольной) и заняла в итоге третье место следом за Аракавой (она выполнила 7 тройных, включая 2 каскада) и Коэн.
В сезоне 2004—2005 произвольная программа Мишель Кван под музыку «Болеро» была поставлена британским танцором на льду Кристофером Дином, который за двадцать лет до того замечательно катался со своей партнёршей Джейн Торвилл. Короткая программа была под музыку «Адажио» из балета «Спартак» Арама Хачатуряна. На чемпионате США она завоевала девятый титул, достигнув рекорда, принадлежащего Мэрибел Винсон-Оуэн. Интересно, что Винсон-Оуэн ранее была тренером Фрэнка Кэрролла, который, в свою очередь, тренировал Кван. На чемпионате мира 2005 Мишель Кван еле-еле преодолела квалификационный раунд и заняла третье место в короткой программе. В произвольной программе она упала на тройном сальхове и приземлилась на две ноги на тройном лутце. Хотя она была третьей в обеих программах, в общем зачете она стала четвёртой, не дотянув 0,37 балла до третьего места. Впервые с 1995 года Мишель Кван не попала на подиум чемпионатов мира и, также впервые, оказалась ниже третьего места на международных соревнованиях.

### Олимпиада 2006
Кван расценивала чемпионат мира 2005 года как полезный опыт в новой судейской системе. Она продолжала тренироваться и заявляла, что попытается пройти отбор на Олимпийские игры в Турине. Однако после травмы бедра она была вынуждена отказаться от трех соревнований, запланированных на осень. Кван откатала свою новую программу под музыку «Totentanz» на телевизионном мероприятии в декабре 2005 года, но это исполнение было значительно ниже её обычных стандартов. 4 января 2006 Мишель Кван отказалась от участия в чемпионате США из-за травмы брюшной полости, полученной в декабре. Неделей позже она подала ходатайство в Федерацию фигурного катания США против медицинского отказа от попадания в олимпийскую сборную по фигурному катанию. 14 января 2006 года после выступления женщин на чемпионате США международный комитет Федерации собрался и 20 голосами против 3 одобрил петицию Кван с условием, что она покажет свою физическую и соревновательную готовность на контрольном заседании из пятерых представителей 27-го января.
Мишель Кван исполнила свои короткую и произвольную программы на заседании в назначенный день, и её участие в олимпийской сборной было подтверждено, так как проверяющие сочли её пригодной для соревнований. Однако 12-го февраля Олимпийский Комитет США объявил, что Мишель Кван отстраняется от участия в Играх после получения новой травмы паха на её первой тренировке в Турине. Кван прокомментировала, что она «слишком уважает Олимпиаду, чтобы соревноваться». Организационный комитет Турина одобрил просьбу Олимпийского комитета США о замене Мишель Кван на Эмили Хьюз, которая была третьей на чемпионате США.
После её исключения из Олимпийской сборной Кван отвергла предложение остаться в Турине в качестве комментатора по фигурному катанию для NBC Sports. В ходе интервью с Бобом Костасом и Скоттом Гамильтоном Мишель Кван сказала, что пока не собирается уходить на покой.

### Травма и движение вперед
В августе 2006 Мишель Кван перенесла избирательный курс артроскопической хирургии для восстановления разрыва вертлужной губы в её правом бедре — старой травмы, которую она получила в 2002 году. По словам Кван, эта операция позволила ей безболезненно кататься впервые за четыре года.
В сезоне 2006—2007 Мишель Кван не принимала участия в соревнованиях.
В октябре 2007 года Кван сказала Associated Press, что в 2009 решит, будет ли участвовать в зимних Олимпийских играх в Ванкувере. Но в конечном итоге она решила не делать этого, сосредоточившись на своём образовании. Однако в августе 2009 года Кван присоединилась к Ким Ён А (чемпионке мира 2009) на шоу Ice All Stars в Сеуле, столице Южной Кореи. Она планирует в будущем продолжать выступать в таких шоу и комментировать фигурное катание. Мишель Кван сказала: «Представление Соединённых Штатов в качестве американского Посланника общественной дипломатии за прошедшие три года было очень почетным, и я хочу делать это и дальше». После окончания Университета Денвера в 2009 году она добавила: «Моё будущее обучение приведёт меня ещё ближе к этой цели. и я не могу дождаться его продолжения».
В интервью ABC News 17 февраля 2010 года она сказала, что продолжит своё обучение в Fletcher School of Law and Diplomacy Университета Тафта. Она будет стремиться к степени магистра, сконцентрировавшись на внешней политике США и Дальнего Востока и продолжая выполнять свои обязанности Посланника общественной дипломатии. Она также сказала, что будет комментировать зимние Олимпийские игры в Ванкувере для канала Good Morning America.
23-25 июля 2010 года Мишель Кван так же, как Саша Коэн и Стефан Ламбьель присоединилась к Ким Ён А на другом шоу «All That Skate Summer», проходящем в корейском Кояне.

## Награды и поощрения
Кван является обладательницей престижной награды «James E. Sullivan Award» (2001), которая вручается лучшим американским атлетам-любителям. Она была первой фигуристкой, получившей её, со времён Дика Баттона, награждённого в 1949 году. В 2003 Национальный Олимпийский комитет США назвал Мишель Кван «Спортсменкой года», и она стала пятой фигуристкой в истории, удостоенной такой чести. Олимпийский комитет также 14 раз называл её «Атлетом месяца» — больше, чем любого другого спортсмена, мужчину или женщину, и множество раз «Фигуристкой года». Она награждалась «Citizenship Through Sports Alliance Award» (2004), вручаемой тем же комитетом.
Кван является одним из двух многократных обладателей награды «Readers' Choice Figure Skater of the Year» (1994, 1996, 1998, 1999, 2001—2003), вручаемой журналом Skating. В 2003 году Ассоциация фигурного катания США, которая издает этот журнал, объявила, что награда будет переименована в «Michelle Kwan Trophy». Эта Ассоциация заявила, что, хотя Кван ещё может продолжать соревноваться, она более не имеет права на эту награду. Она также 7 раз появлялась в списке «25 самых влиятельных имен в фигурном катании» (англ.  «25 Most Influential Names in Figure Skating List») журнала International Figure Skating Magazine и была названа наиболее влиятельной фигуристкой в сезоне 2002—2003.
В 1999 году она получила награду «Historymakers Award» от Лос-Анджелесского китайско-американского музея (англ.  Los Angeles Chinese American Museum).
В январе 2009 года она была назначена членом Президентского Совета по физической культуре и спорту (англ.  President’s Council on Physical Fitness and Sports) при Джордже Буше. 3 мая 2009 года Лос-Анджелесское китайское историческое общество Южной Калифорнии (англ.  Los Angeles Chinese Historical Society of Southern California) почтило Мишель Кван званием «Прославленный китайский американец в спорте» (англ.  «Celebrating Chinese Americans in Sports»).

## Личная жизнь
С января 2013 по март 2017 года была замужем за сотрудником службы безопасности Белого дома Клэйем Пеллом (род. 1981).
5 января 2022 года Кван объявила о рождении дочери Калисты Белль Кван.

## Программы
| Сезон     | Короткая программа | Произвольная программа | Показательные |
| --------- | --- | --- | --- |
| 2005—2006 | Totentanz Франц Лист аранжировка Максим Мрвица                                                                                    | Прелюдия в до-диез минор Ор. 18 Сергей Рахманинов                                                                                                 | A Song for You Натали Коул                                                                                        |
| 2004—2005 | Адажио из балета «Спартак» Арам Хачатурян                                                                                         | Болеро Морис Равель хореограф Кристофер Дин | You Raise Me Up Джош Гробан This Used To Be My Playground Мадонна                                                 |
| 2003—2004 | The Feeling Begins из фильма «Последнее искушение Христа» Питер Гэбриэл                                                           | Тоска Джакомо Пуччини | Fallin' Алиша Киз                                                                                                 |
| 2002—2003 | The Feeling Begins из фильма «Последнее искушение Христа» Питер Гэбриэл                                                           | Аранхуэсский концерт Хоакин Родриго в исполнении Икуко Кавай                                                                                      | Fields of Gold Ева Кессиди                                                                                        |
| 2001—2002 | East of Eden Ли Холдридж Концерт для фортепиано № 3 и Элегическое трио № 2 Сергей Рахманинов (хореограф С.Канавара)               | Сюита «Шехеразада» Николай Римский-Корсаков в исполнении Нью-Йоркского филармонического оркестра (хореограф С.Канавара)                           | Fields of Gold Ева Кессиди (хореограф С.Канавара)                                                                 |
| 2000—2001 | East of Eden Ли Холдридж Rush Эрик Клэптон                                                                                        | Song of the Black Swan Эйтор Вилла-Лобос и Dumky Trio Антонин Дворжак The Miraculous Mandarin Бела Барток                                         | Beautiful World Sumi Jo This Time Around Линда Эдер                                                               |
| 1999—2000 | A Day In The Life Джон Леннон и Пол Маккартни в исполнении Джеффа Бека (хореограф Л.Николь)                                       | The Red Violin John Corigliano в исполнении Джошуа Белла (хореограф Л.Николь)                                                                     | The World Is Not Enough Garbage Hands из Joy: A Holiday Collection Jewel (хореограф Л.Николь)                     |
| 1998—1999 | Кармен-сюита Родион Щедрин, Carmen Fantasie Franz Waxman и саундтрек из фильма «Кармен» (1983) Пако Де Лусия (хореограф Л.Николь) | Ариадна Оркестровая сюита № 3 Оркестровая сюита № 6 Жюль Массне Improvviso in Re Minore Нино Рота, в исполнении Гидон Кремер (хореограф Л.Николь) | Kissing You Des'ree                                                                                               |
| 1997—1998 | Концерт для фортепиано № 3 и Элегическое трио № 2 Сергей Рахманинов (хореограф Л.Николь)                                          | Lyra Angelica Вильям Олвин Gymnopedie #3 Эрик Сати (хореограф Л.Николь)                                                                           | On My Own из мюзикла «Отверженные» в исполнении Кахо Симада Dante’s Prayer Лорина Маккеннитт (хореограф Л.Николь) |
| 1996—1997 | Оркестровая сюита № 3 Жюль Массне и музыка из балета «Красный мак» Рейнгольд Глиэр (хореограф Л.Николь)                           | Гюлистан — Баяти ширази Фикрет Амиров и Lion of the Desert из фильма «Лоуренс Аравийский» Морис Жарр (хореограф Л.Николь)                         | Winter Тори Эймос (хореограф Л.Николь)                                                                            |
| 1995—1996 | Romanza Сальвадор Бакарисс Fiesta Flamenca Монти Келли                                                                            | Саломея Миклош Рожа Танец семи покрывал Рихард Штраус                                                                                             | East of Eden Ли Холдридж Just Around the Riverbend из мультфильма «Покахонтас» Джуди Кун                          |
| 1994—1995 | Yellow River Piano Concerto Xian Xinghai в исполнении Yin Chengzong и Chu Wanghua                                                 | Рондо каприччиозо Камиль Сен-Санс | Fantasia on Greensleeves Ральф Воан-УильямсEast of Eden Ли Холдридж                                               |
| 1993—1994 | Ария индийского гостя из оперы «Садко» Николай Римский-Корсаков                                                                   | East of Eden Ли Холдридж | |

## Спортивные достижения
| Соревнования                    | 1991-92 | 1992-93 | 1993-94 | 1994-95 | 1995-96 | 1996-97 | 1997-98 | 1998-99 | 1999-00 | 2000-01 | 2001-02 | 2002-03 | 2003-04 | 2004-05 | 2005-06 |
| ------------------------------- | ------- | ------- | ------- | ------- | ------- | ------- | ------- | ------- | ------- | ------- | ------- | ------- | ------- | ------- | ------- |
| Зимние Олимпийские игры         |         |         |         |         |         |         | 2       |         |         |         | 3       |         |         |         | WD      |
| Чемпионаты мира                 |         |         | 8       | 4       | 1       | 2       | 1       | 2       | 1       | 1       | 2       | 1       | 3       | 4       |         |
| Чемпионаты мира среди юниоров   |         |         | 1       |         |         |         |         |         |         |         |         |         |         |         |         |
| Чемпионаты США                  | 9 J.    | 6       | 2       | 2       | 1       | 2       | 1       | 1       | 1       | 1       | 1       | 1       | 1       | 1       |         |
| Финалы Гран-при                 |         |         |         |         |         | 1       | 2       |         | 2       | 2       | 2       |         |         |         |         |
| Этапы Гран-при: Skate America   |         |         | 7       | 2       | 1       | 1       | 1       |         | 1       | 1       | 1       | 1       |         |         |         |
| Этапы Гран-при: Skate Canada    |         |         |         |         | 1       |         | 1       |         | 1       | 2       | 3       |         |         |         |         |
| Этапы Гран-при: Nations Cup     |         |         |         |         | 1       |         |         |         |         |         |         |         |         |         |         |
| Этапы Гран-при: Trophée Lalique |         |         |         | 3       |         | 1       |         |         |         |         |         |         |         |         |         |
| Игры доброй воли                |         |         | 2       |         |         |         | 1       |         |         |         | 2       |         |         |         |         |
| Gardena Spring Trophy           |         | 1 J.    |         |         |         |         |         |         |         |         |         |         |         |         |         |

- J. = юниорский уровень
- WD = снялась с соревнований